# Kalanchoe rechingeri
Kalanchoe rechingeri ist eine Pflanzenart der Gattung Kalanchoe in der Familie der Dickblattgewächse (Crassulaceae). Die Bedeutung des Artepitheton rechingeri ist ungeklärt.

## Beschreibung
Kalanchoe rechingeri ist wahrscheinlich eine Kreuzung zwischen Kalanchoe beauverdii und Kalanchoe delagoensis oder Kalanchoe rosei.

## Systematik und Verbreitung
Kalanchoe rechingeri ist auf Madagaskar verbreitet.
Die Erstbeschreibung durch Werner Rauh und René Hebding wurde 1995 veröffentlicht.

## Nachweise